# Noordelijkste stad ter wereld
De noordelijkste stad ter wereld hangt af van de gehanteerde definitie van wat een stad is. Als noordelijkste nederzettingen zouden Longyearbyen (78°13′N) met 1900 inwoners en het nog noordelijker gelegen Ny-Ålesund (78°55′N) kunnen worden gerekend. In het noordoosten van Groenland ligt het nog noordelijker gelegen Station Nord (81°36′09"N). Het noordelijkste bewoonde station is echter Alert in Canada (82°28′N). Hammerfest in Noorwegen (70°39'N) werd lange tijd aangeduid als noordelijkste stad ter wereld, maar sinds de jaren '90 heeft ook het noordelijker gelegen Honningsvåg (70°58′N) de status van stad en Utqiaġvik (71°18′N) in Alaska ligt nog noordelijker.
Het is echter meer aanneembaar om de stad Norilsk (69°22′N) in Noord-Siberië met meer dan 100.000 inwoners te verklaren tot noordelijkste stad ter wereld. Vaak wordt Sint-Petersburg (59°56’N) met meer dan 5 miljoen inwoners de noordelijkst gelegen miljoenenstad ter wereld genoemd. Reykjavik (64°8’N) is de noordelijkst gelegen landshoofdstad. Nuuk, de hoofdstad van Groenland, ligt op 64°10’N net iets noordelijker. 

## Lijst met noordelijkst gelegen plaatsen
- Barneo, Arctische ijskap rond de 89°N — aantal inwoners: 100 (tijdelijk Russisch drijvend onderzoekstation dat met het ijs meedrijft - elk jaar opnieuw opgebouwd)
- Alert, Ellesmere, Nunavut, Canada 82°28′ N — inw: 75
- Nord, Groenland, Denemarken 81°43′ N — inw: 4
- Eureka, Ellesmere, Nunavut, Canada 79°59′ N — inw: 0
- Ny-Ålesund, Spitsbergen, Noorwegen 78°55′ N — inw. 30
- Longyearbyen, Spitsbergen, Noorwegen 78°12′ N — inw. 1700
- Barentszburg, Spitsbergen, Noorwegen 78°04′ N — inw. 950
- Siorapaluk, Groenland, Denemarken 77°47′ N — inw: 87
- Qaanaaq (Thule), Groenland, Denemarken 77°29′ N — inw: 640
- Grise Fiord, Ellesmere, Nunavut, Canada 76°25′ N — inw: 163
- Resolute, Cornwalliseiland, Nunavut, Canada 74°41′ N — inw: 215
- Dikson, Tajmyr, Rusland 73°30′ N — inw: 676
- Chatanga, Tajmyr district, Rusland 71°59′ N — inw: 3450
- Beloesja Goeba, Nova Zembla, Rusland 71°33′ N - inw: 2622
- Utqiaġvik, Alaska, Verenigde Staten 71°18′ N — inw: 4683
- Mehamn in Gamvik, Troms og Finnmark, Noorwegen 71°05′ N — inw: 1000
- Honningsvåg, Troms og Finnmark, Noorwegen 70°58′ N — inw: 2575
- Hammerfest, Troms og Finnmark, Noorwegen 70°39′ N — inw: 9200

## Grote steden (50.000+) ten noorden van denoordpoolcirkel(66½° N)
- Norilsk, Rusland 69°57′ N — aantal inwoners 127.503
- Tromsø, Noorwegen 69°40′ N — inw: 61.897
- Moermansk, Rusland 68°58′ N — inw: 319.263
- Vorkoeta, Rusland 67°30′ N — inw: 116.000